# یوزف هولوچک (قایقران کانو)
یوزف هولوچک (انگلیسی: Josef Holeček; ۲۵ ژانویهٔ ۱۹۲۱ – ۲۰ فوریهٔ ۲۰۰۵) قایقران کانو اهل چکسلواکی بود.